# John Drew, Jr.
John Drew, Jr. (Filadelfia, 13 novembre 1853 – San Francisco, 9 luglio 1927) è stato un attore teatrale statunitense, uno dei più famosi delle scene USA della fine dell'Ottocento e del primo Novecento.
Appartenne a una celebre dinastia di teatranti che è legata, per matrimonio, anche alla famiglia Barrymore

## Biografia

### La famiglia Drew
Figlio maggiore di John Drew e di Louisa Lane Drew, fu uno degli attori teatrali americani più famosi di fine Ottocento, noto per i suoi ruoli shakespeariani, i suoi drammi sociali e le commedie. Sua sorella Georgiana Drew sposò Maurice Barrymore; dal matrimonio nacquero i tre famosi fratelli Barrymore di cui John Drew, Jr. è zio. Lionel, Ethel e John, attraverso il cinema, diventarono delle star mondiali.

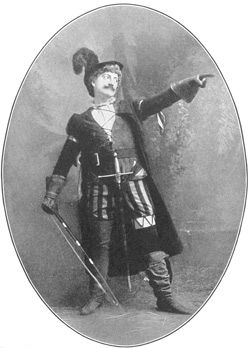
John Drew, il padre di John Drew, Jr.

Oltre Georgiana, anche il fratello Sidney Drew era un conosciuto attore che, con la moglie, diventò un popolare nome del cinema muto.
John Drew e la moglie Josephine ebbero una figlia, Louise, nata nel 1882. Louise sposò l'attore Jack Devereaux da cui ebbe John Drew Devereaux, anche lui attore.

### I primi passi
Nato il 13 novembre 1853, Drew fu educato a Filadelfia. Già da bambino, sognava di diventare attore e debuttò in Cool as a Cucumber all'Arch Street Theater, il teatro preso in gestione dalla madre, Louisa Lane, dopo la morte del marito nel 1862 e che, da allora, diventò il teatro di famiglia. 
Negli anni Ottanta, Drew si associò ad Augustin Daly (1838-1899), impresario e commediografo, che gli offrì la possibilità di variare il suo repertorio con un ventaglio di interpretazioni che dimostrarono la sua versatilità come interprete. Sua partner nelle produzioni di Daly, fu spesso la leggendaria Ada Rehan, con cui recitò in Needles and Pins (1880-1881) e The Recruiting Officer (1885).

### Stella di Broadway

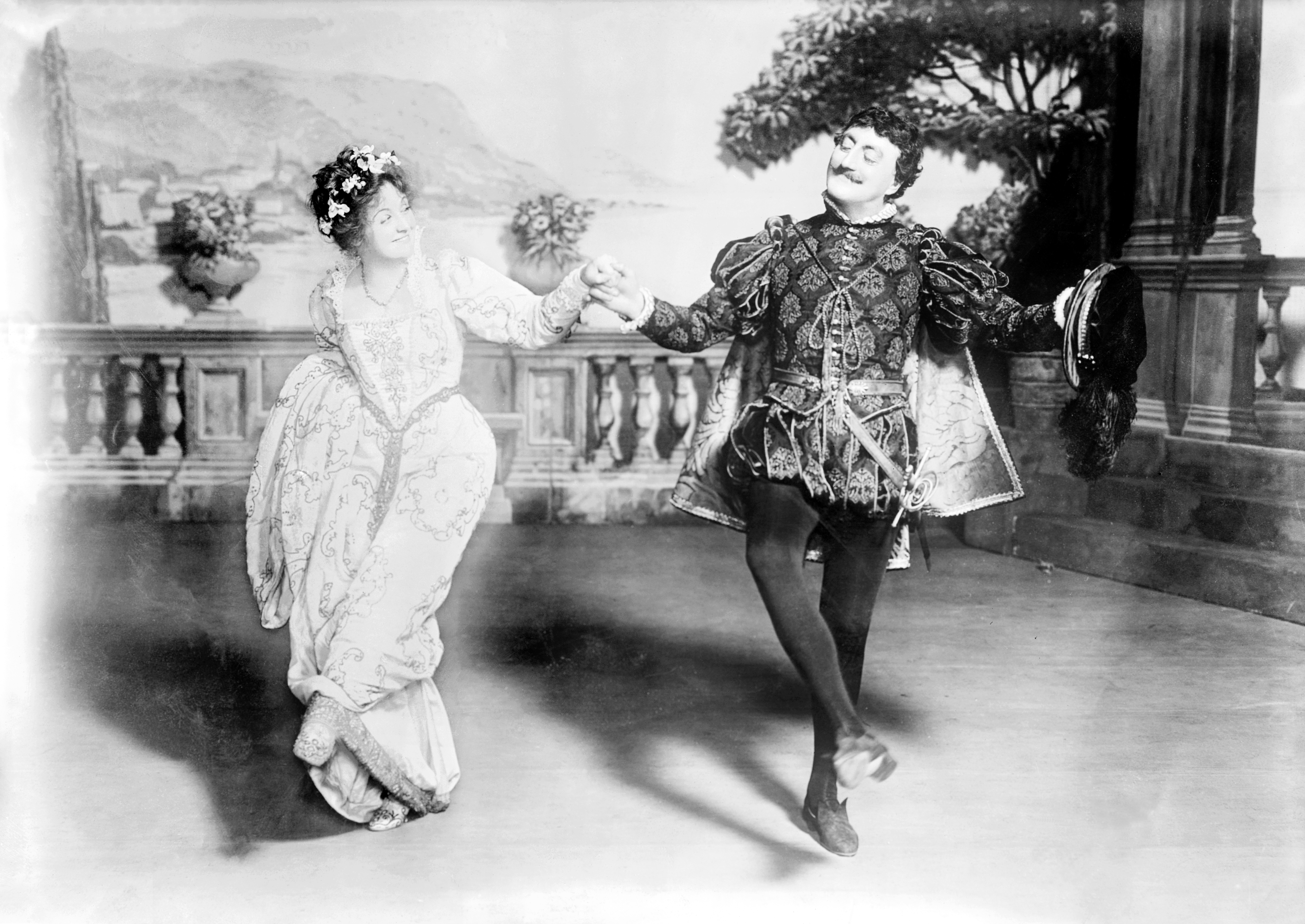
Laura Hope Crews e John Drew in Molto rumore per nulla (ca. 1903)

L'attore si legò all'impresario Charles Frohman e all'attrice Maude Adams. Collaborando con queste due eminenti personalità del teatro degli Stati Uniti, John Drew diventò uno dei mattatori della scena teatrale USA. Il primo spettacolo con Frohman fu The Masked Ball, che debuttò a Broadway il 3 ottobre 1892. Lo spettacolo, pensato appositamente per lui e il suo successo, gli aprì le porte della celebrità.
Insieme a Maude Adams, recitò in The Butterflies, The Bauble Shop, The Imprudent Young Couple e in molti altri lavori.

### Ultimi anni
Nel 1922 venne data alle stampe l'autobiografia dell'attore, dal titolo My Years on the Stage.
La stima di cui era circondato Drew lo portò a essere eletto presidente a vita del newyorkese Players' Club. Morì a San Francisco il 9 luglio 1927. Poco prima, aveva ricevuto la visita dei nipoti John e Lionel Barrymore.

## Spettacoli teatrali
- Needles and Pins (Broadway, 9 novembre 1880)
- The Recruiting Officer (Broadway, 1885)
- The Masked Ball di Alexandre Bisson e Fabrice Carre (Broadway, 3 ottobre 1892)
- The Butterflies di Henry Guy Carleton (Broadway, 5 febbraio 1894)
- The Bauble Shop di Henry Arthur Jones (Broadway, 11 settembre 1894)
- The Imprudent Young Couple, di Henry Guy Carleton (Broadway, 23 settembre 1895)
- Christopher, Jr. (Broadway, 7 ottobre 1895)
- The Squire of Dames (Broadway, 20 gennaio 1896)
- Rosemary (Broadway, 31 agosto 1896)
- A Marriage of Convenience (Broadway, 8 novembre 1897)
- One Summer's Day (Broadway, 14 febbraio 1898)
- The Liars (Broadway, 26 settembre 1898)
- The Tyranny of Tears (Broadway, 11 settembre 1899)
- Richard Carvel (Broadway, 11 settembre 1900)
- The Second in Command (Broadway, 2 settembre 1901)
- The Mummy and the Humming Bird (Broadway, 4 settembre 1902)
- The Mummy and the Humming Bird, ripresa (Broadway, 20 aprile 1903)
- Captain Dieppe (Broadway, 14 settembre 1903)
- The Duke of Killicrankie (Broadway, 5 settembre 1904)
- De Lancey, di Augustus Thomas (Broadway, 4 settembre 1905)
- His House in Order, di Arthur Wing Pinero (Broadway, 3 settembre 1906)
- My Wife, di Michael Morton (Broadway, 31 agosto 1907)
- Jack Straw, di W. Somerset Maugham (Broadway, 14 settembre 1908)
- Inconstant George, di Robert de Flers e Gaston Armand De Caillavet - adattamento di Gladys Unger (Broadway, 29 settembre 1909)
- Smith (Broadway, 5 settembre 1910)
- A Single Man (Broadway, 4 settembre 1911)
- The Perplexed Husband (Broadway, 2 settembre 1912)
- Much Ado About Nothing, di William Shakespeare (Broadway, 1º settembre 1913)
- The Will, di James M. Barrie (Broadway, 29 settembre 1913)
- The Tyranny of Tears, di C. Haddon Chambers (Broadway, 29 settembre 1913)
- A Scrap of Paper, di Victorien Sardou (Broadway, 11 maggio 1914)
- The Prodigal Husband (Broadway, 7 settembre 1914)
- Rosemary (ripresa) (Broadway, 12 gennaio 1915)
- The Chief (Broadway, 22 novembre 1915)
- Caliban of the Yellow Sands (Broadway, 24 maggio 1916)
- Major Pendennis (Broadway, 26 ottobre 1916)
- The Gay Lord Quex (Broadway, 12 novembre 1917)
- The Cat-Bird (Broadway, 16 febbraio 1920)
- The Circle (Broadway, 12 settembre 1921)
- The School for Scandal (Broadway, 4 giugno 1923)
- Trelawny of the "Wells"  (Broadway, 1º giugno 1925)
- King Henry IV, Part I (Broadway, 31 maggio 1926)
- Trelawny of the "Wells"  (ripresa) (Broadway, 31 gennaio 1927)